# Daallo Airlines
Daallo Airlines (mã IATA = D3, mã ICAO = DAO) là hãng hàng không có trụ sở ở Dubai, Các Tiểu vương quốc Ả rập Thống nhất. Hãng có các tuyến đường trong vùng Đông Phi, Trung Đông và Anh quốc, Pháp. Căn cứ chính của hãng là Sân bay quốc tế Djibouti-Ambouli.

## Lịch sử
Daallo Airlines được thành lập năm 1991 và bắt đầu hoạt động từ ngày 20.3.1991 bằng 1 máy bay Cessna. Hãng do Mohammed Haji Abdillahi Abusita (Chủ tịch) sở hữu 50%, Mohammed Yasin (Giám đốc điều hành) 50% và có 110 nhân viên (tháng 3/2007). Trong thập niên 1990, hãng sử dụng các máy bay của Nga. Tháng 7/2001 hãng thay bằng máy bay Boeing để bay trực tiếp tới Paris và tháng 10.2002 dùng máy bay Airbus để bay thẳng tới Luân Đôn.
Ngày 13.11.2007 Istithmar World Aviation (công ty con của Dubai World, trụ sở ở Dubai) đã mua hãng Daallo Airlines.

## Các nơi đến
(Tháng 10.2008):
- Ả Rập Xê Út

- Jeddah

- Djibouti

## Đội máy bay
(Tháng 12/2019
- 1 Boeing 737-200

## Máy bay ngưng hoạt động
(Tháng 8/2006):
- 1 Ilyushin Il-18